# لینگنور (مریلند)
لینگنور (به انگلیسی: Linganore) یک منطقهٔ مسکونی در ایالات متحده آمریکا است که در شهرستان فردریک، مریلند واقع شده‌است. لینگنور ۱۵٫۵ کیلومتر مربع مساحت و ۸٬۵۴۳ نفر جمعیت دارد و ۱۳۴٫۱۱ متر بالاتر از سطح دریا واقع شده‌است.